# Малий Горган
Мали́й Горга́н — гора в Українських Карпатах, у масиві Горгани. Є частиною гірського хребту Синяк. Розташована в Надвірнянському районі Івано-Франківської області, на північ від села Поляниця і на захід від села Татарів.

## Загальні відомості
Висота 1592,5 м. Північно-східні схили дуже круті, важкопрохідні. Вершина і привершинні схили незаліснені, з кам'яними осипищами, місцями — криволісся з сосни гірської; нижче — лісові масиви.
Гора Малий Горган разом із сусідньою вершиною — Синяк (1665 м) — є частиною хребта Синяк і розташована в його північно-західній частині.
Найближчі населені пункти: Поляниця, Татарів.
Якщо рухатися з Синяка, то на вершині Малого Горгана існує розвилка двох маршрутів. Один іде прямо по хребту вниз до річки Зелениця (на картах позначено назвою Ільма). І далі чи то до села Зелена, чи то в напрямку Довбушанки. Інший маршрут повертає по відношенню до хребта ліворуч під 90 градусів у напрямку полонини Блажів та гори Бабин Погар та далі до перевалу Столи чи до полонини під Довбушанкою.
Перший спуск проходить переважно по крупному каменю і лише в зоні лісу стежка має серйозний уклін, що часом доводиться чіплятися за коріння дерев. Другий же спуск (південний) довжиною близько 150—250 метрів являє дрібне кам'яне осипище, що становить певну складність, якщо під час спуску іде дощ.

## Фотографії

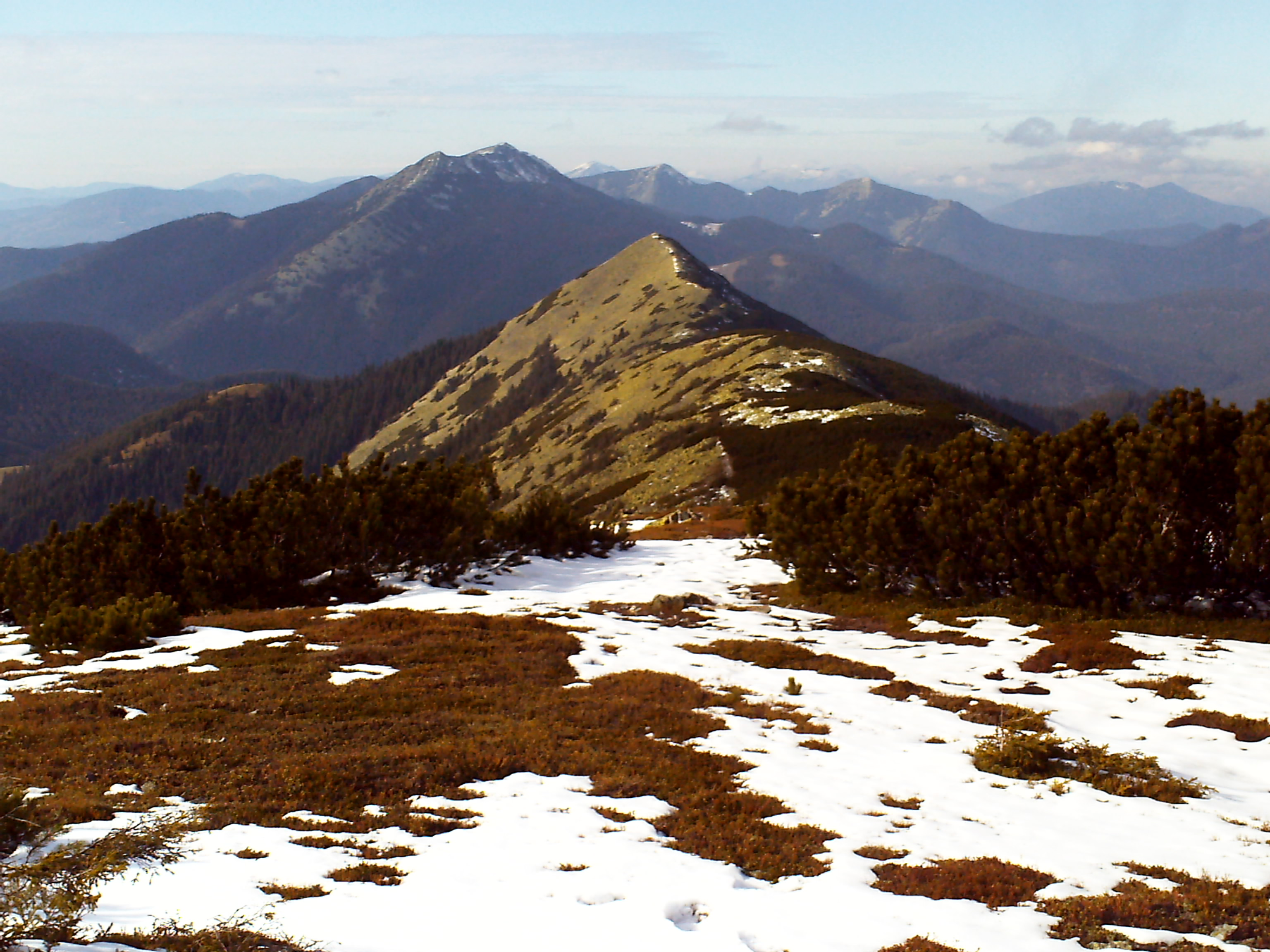
Вигляд на Малий Горган із Синяка, далі — хребет Довбушанка
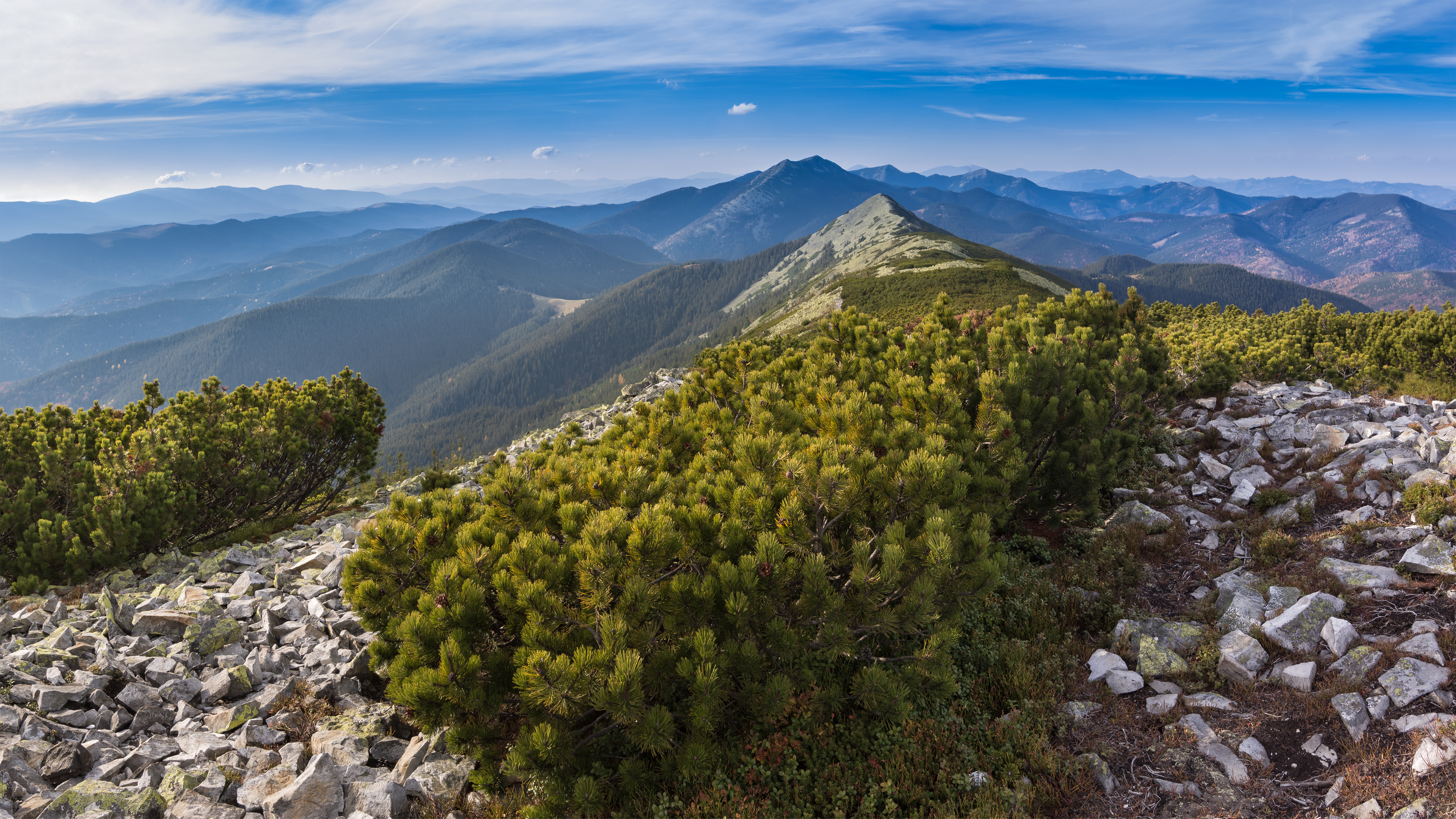
Вид з гори Синяк на Малий Горган
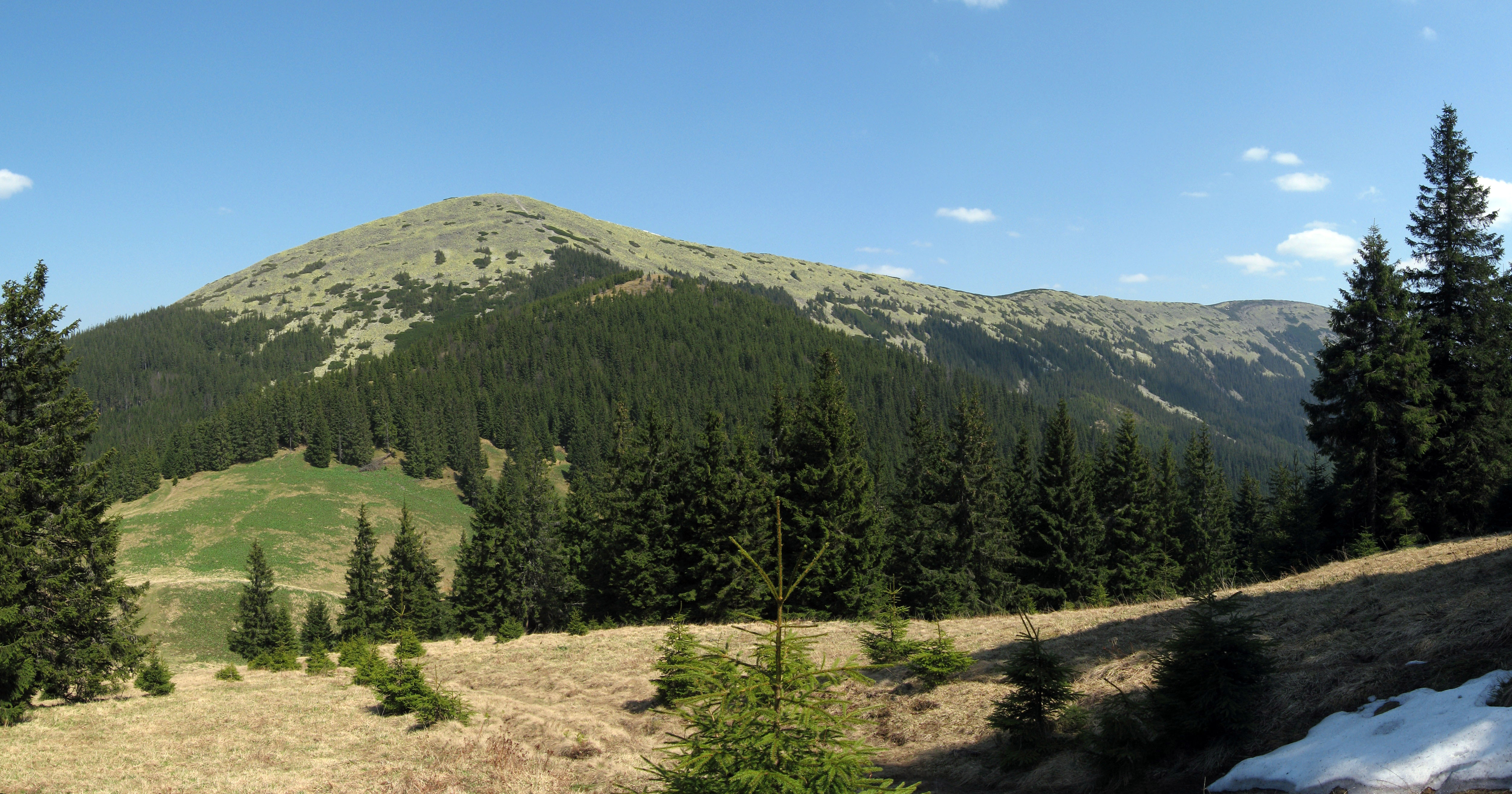
Вид на гору з полонини Блажів
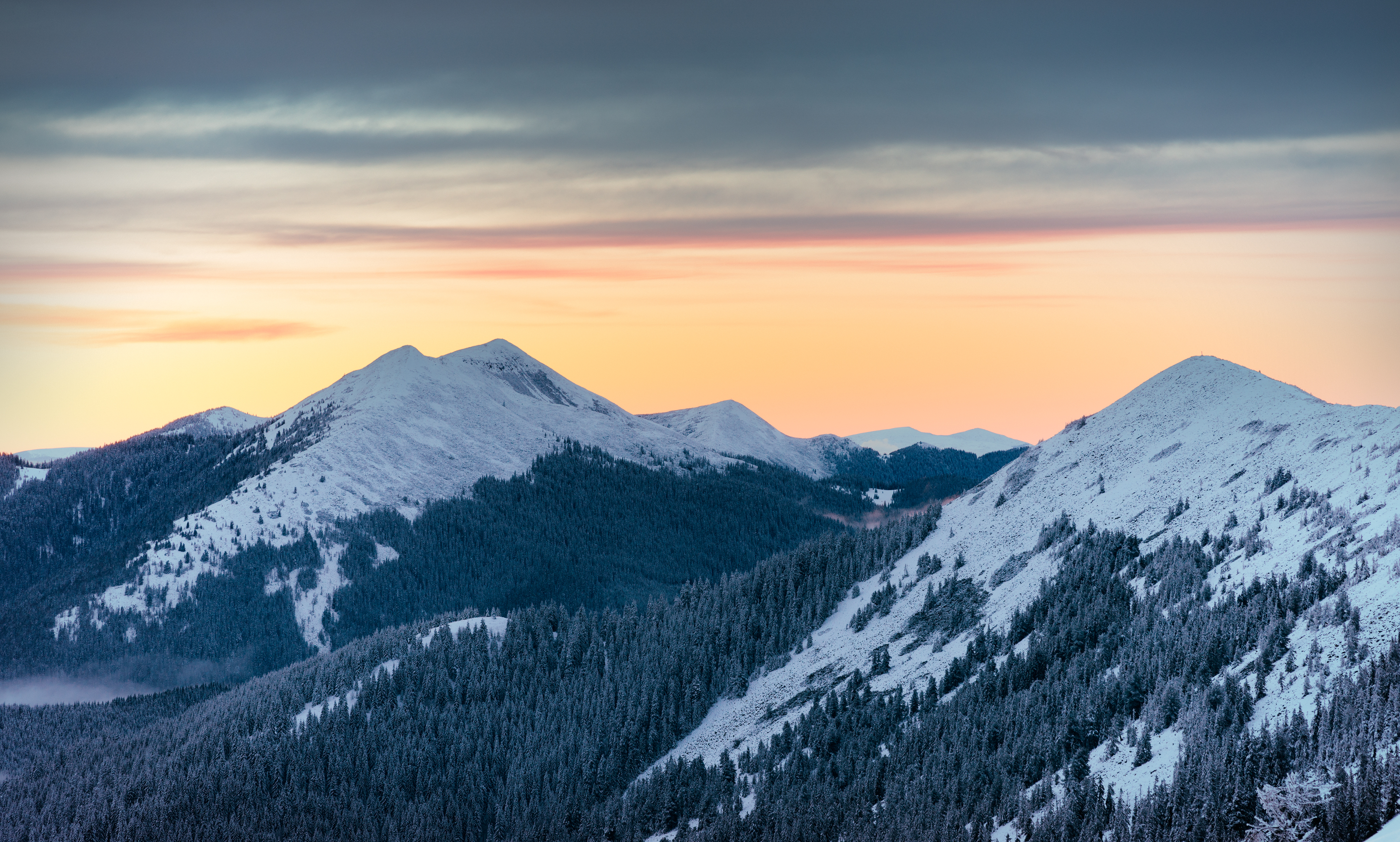
Вид на Довбушанський хребет (ліворуч) та Малий Горган (праворуч)
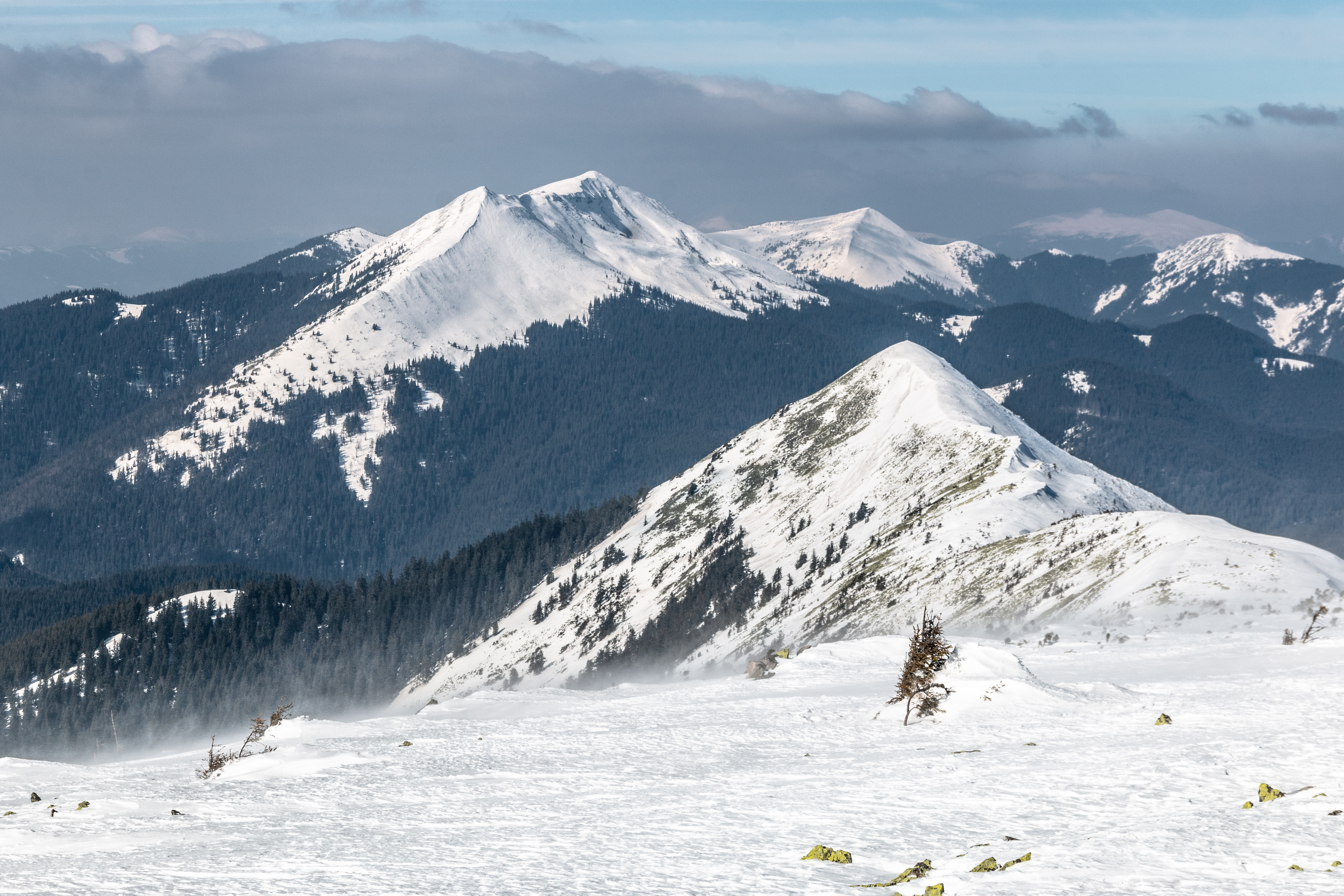
Малий Горган взимку
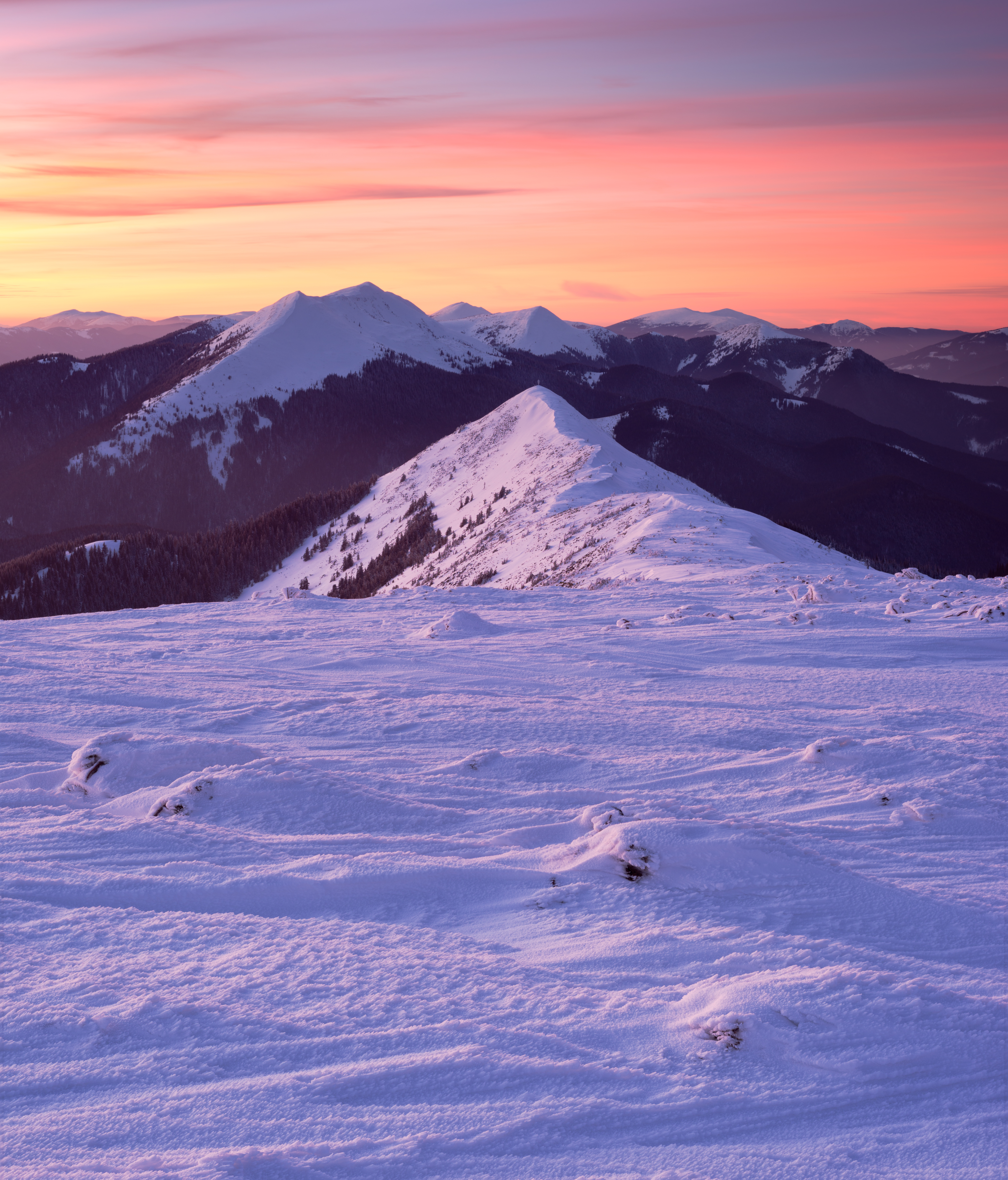
Малий Горган взимку з гори Синяк
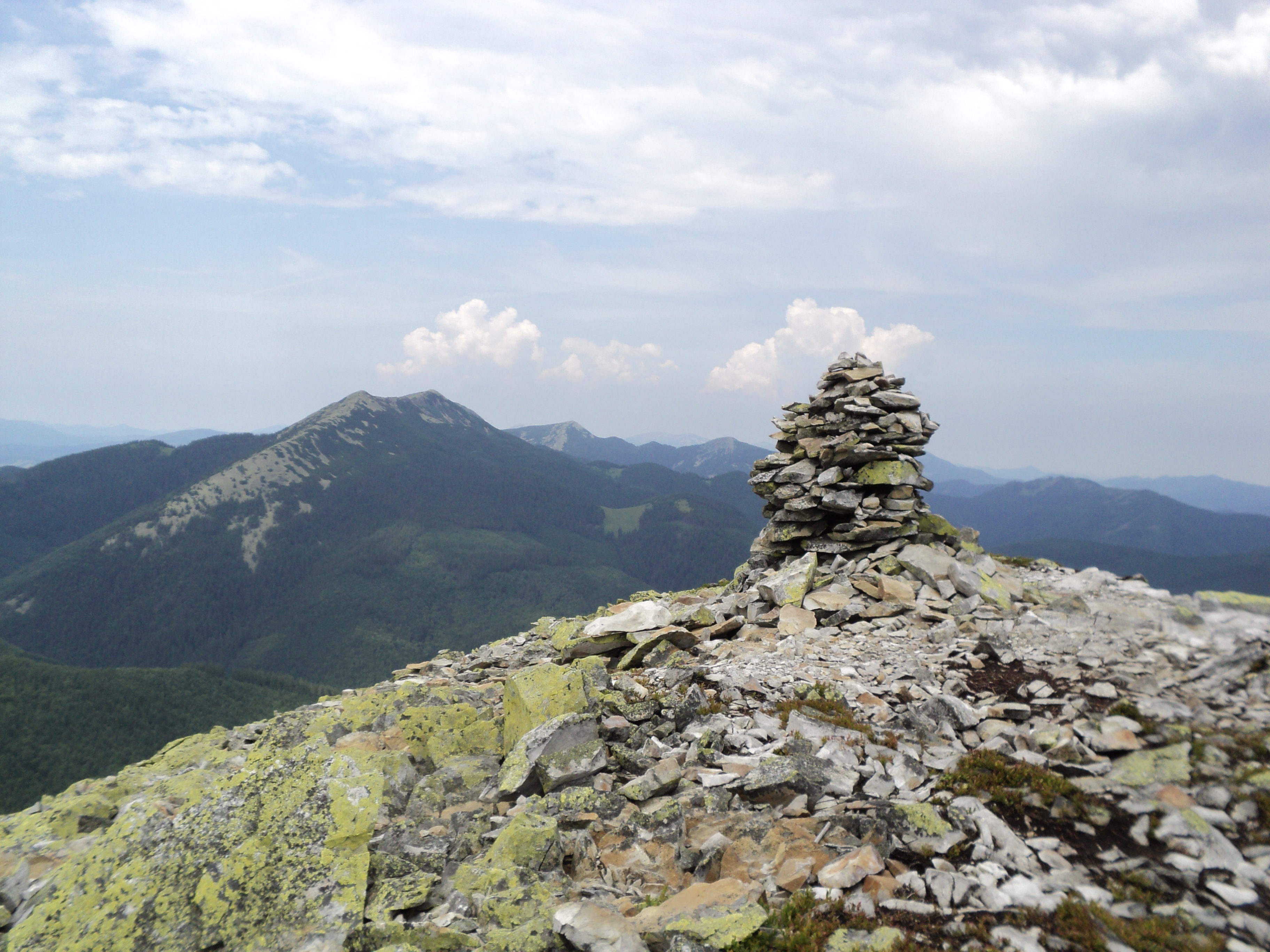
Вид з вершини Малого Горгану на Довбушанський хребет